# 托馬斯·斯特拉科沙
托马斯·福塔奇·斯特拉科沙（1995年3月19日—）是阿爾巴尼亞足球運動員，司職守門員。現效力於希臘球隊AEK雅典。

## 榮譽

### 俱樂部
拉齊奧
- 意大利盃：2012–13、2018–19（英语：2018–19 Coppa Italia）
- 意大利超級盃：2017（英语：2017 Supercoppa Italiana）、2019（英语：2019 Supercoppa Italiana）

## 外部連結
- Soccerway資料庫：托馬斯·斯特拉科沙
- 托馬斯·斯特拉科沙－UEFA國際賽競賽紀錄
- 托馬斯·斯特拉科沙在 National-Football-Teams.com 上的出场纪录
- Thomas Strakosha profile - 阿爾巴尼亞足球協會